# Miha Debevec (zdravnik)
Miha Debevec, slovenski zdravnik onkolog, * 23. maj 1938, Ljubljana.

## Življenje in delo
Diplomiral je 1961 na ljubljanski Medicinski fakulteti, 1970 je opravil specializacijo iz radiologije ter 1974 doktoriral. V letih 1967−1995 je bil zaposlen na Onkološkem inštitutu v Ljubljani, od 1975 deluje tudi na Medicinski fakulteti v Ljbljani, od 1996 kot redni profesor. V raziskovalnem delu se je posvetil predvsem diagnostiki, zdravljenju in preprečevanju pljučnega raka s poudarkom na radioterapiji in zdravljenju mikrocelularnega pljučnega raka. Sam ali v soavtorstvu je objavil več znanstvenih in strokovnih člankov.